# غوانجو
غوانجو وتكتب بالعربية أحيانًا كوانزو أو قوانزو (بالصينية:广州) الاسم القديم لها كانتون و صين كلان،هي مدينة في جنوبي الصين، عاصمة مقاطعة غوانغدونغ. تقع على ضفة نهر اللؤلؤ. بلغ عدد السكان فيها 6.85 مليون نسمة (تقديرات 1999 م)، بما فيهم سكان المنطقة الحضرية (4.05 مليون).
هي من أهم الوجهات التجارية والسياحية في الصين، منظمة بشكل جيد ومتقدمة ومن أهم معالمها نهر جوانزو وبرج كانتون وملعب أولمبياد 2010 م.

## التاريخ

### النشأة
لايعرف بالضبط تاريخ إنشاء قرية «كوانغ شو»، إلا أنها ضمت إلى الصين حوالي القرن الـ3 ق.م

### المسلمون
. أصبحت ميناء هاما ومر عليها العديد من التجار العرب، وآخرين من بلاد فارس والهند. وممن وصفوا المدينة ومروا بها أبو زيد السيرافي وابن بطوطة.

### الأوروبيون
وصل البرتغاليون إلى المنطقة في القرن الـ16 م، أثناء بحثهم مصادر جديدة لتجارة الحرير والفخاريات. تبعهم الإنجليز في القرن الـ17 م، ثم الفرنسيين والهولنديين في القرن الـ18 م.
وقعت «إتفاقية نانكين» سنة 1842 م، وتحصلت بريطانيا بموجبها على امتيازات تجارية كبيرة).بعد توقيع الاتفاقية أصبح ميناء «كوانغ تشو» مفتوحا على التجارية الخارجية، رغم أن البلاد كانت لا تزال محضورة على الأجانب. كانت العمليات التجارية تتم بصعوبة، إلا أنه وبعد «حرب الأفيون الثانية»، تنازلت الصين للأوروبيين عن «جزيرة شاميان» (على ضفاف «نهر اللؤلؤ») سنة 1861 م، فبدأت الحيوية تعود للنشاطات التجارية.

### حديثا
أصبحت المدينة معقلا للوطنيين الصينين، وفيها أعلن الزعيم «صن يات سين» ميلاد «جمهورية الصين» عام 1911 م، كما احتضنت مقر حزب «قومنغدانغ» القومي. احتلها اليابانيون (1938-1945 م) أثناء «الحرب العالمية الثانية»، وتعرضت مبانيها للخراب، ثم استعادتها الصين سنة 1945 م. بدأ حركة العمران فيها تزدهر منذ 1949 م، مع بدء الحكومة أعمال تهيئة كبيرة وتوسعة للميناء. وتعد اليوم إحدى أهم مدن الصين اقتصاديا في سياق الاستثمارات الحكومية الضخمة وتحولات الألفية الجديدة.

## الاقتصاد
«كوانغ تشو» من أكبر الموانئ الصناعية والتجارية في البلاد. الميناء مكون من جزءين: الميناء الرئيسي في المدينة نفسها ثم ميناء «هوانغ بو» المتقدم، ويبعد عن الأول بـ15 كلم ألا أنه يخضع إداريا لبلدية «قوانغتشو». يعتعبر من أنشط الموانئ الصينية، وحجم التبادلات فيه يصل إلى ربع (1/4) التجارة الخارجية للبلاد. من بين الأنشطة الاقتصادية الأخرى في المدينة: صناعة السكر، صناعة النسيج، صناعة الحديد والصلب، الورق، الاسمنت، صناعة الأسمدة الزراعية، صناعة السيارات، الكيماويات وآلات التصنيع.
توجد في «كوانغ تشو» أسواق فلاحية كبيرة -الفواكه والحبوب- كما تشتهر بالصناعات التقليدية اليدوية. يعقد فيها معرض تجاري كل ستة أشهر، وكان أول افتتاح له سنة 1957 م. تتواصل المدينة مع كل من «هونغ كونغ» و«بكين» عن طريق خطوط السكك الحديدية. تحتوى على جامعة أنشئت سنة 1924 م، مدرسة للطب، معهد للتكنولوجيا ومدرسة للفلاحة.
ويبلغ حجم الناتج الإجمالي للمدينة 118مليار دولار وتوجد في المدينة مباني حديثة منها:
- ملعب قوانغتشو الأولمبي
- مركز قوانغتشو المالي العالمي
- برج سيتيك بلازا
- برج كانتون
- دار أوبرا غوانجو

## المعالم التاريخية

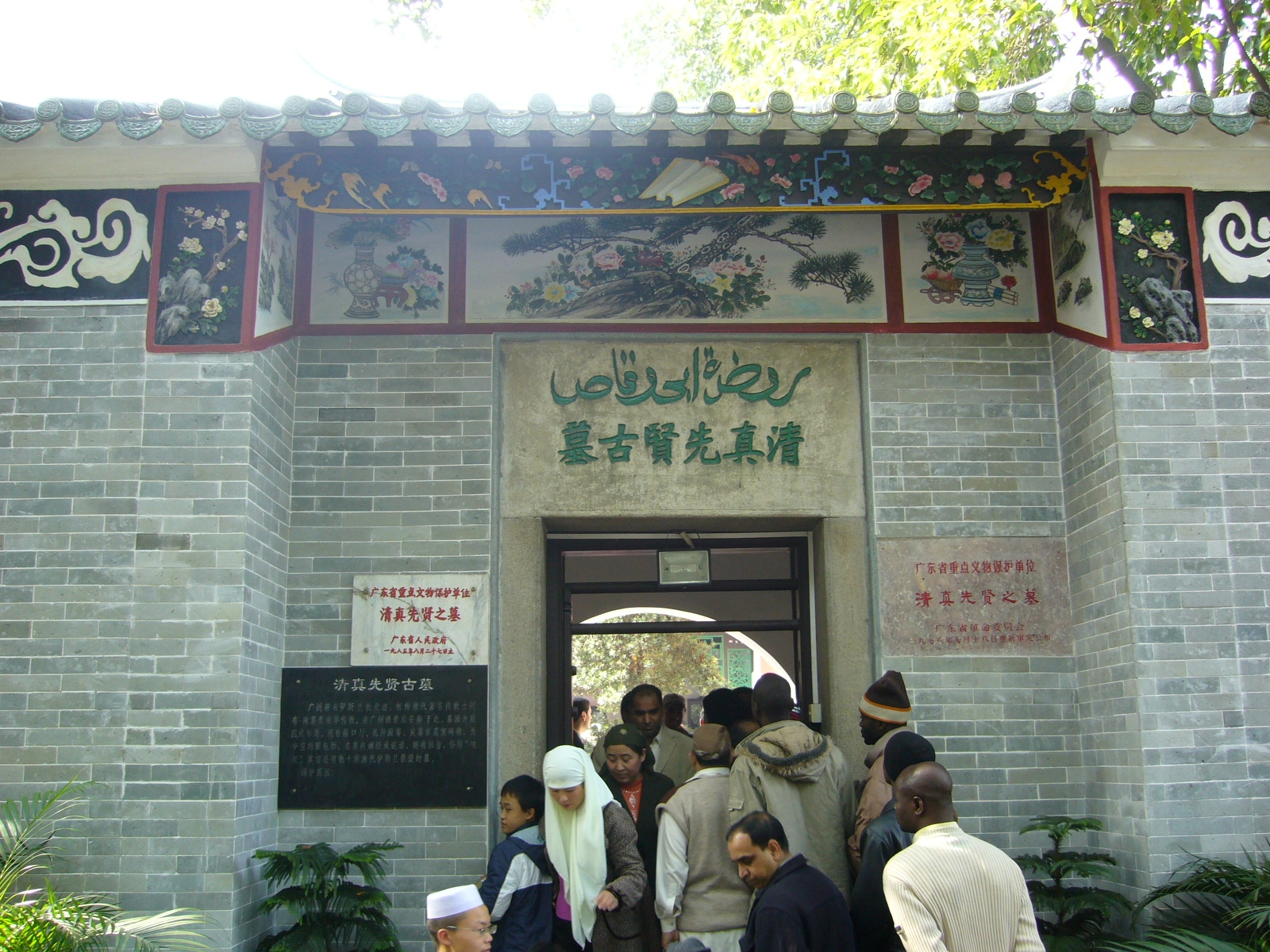
مسجد ابي وقاص يعتبر من اقدم مساجد الصين

من بين أهم المعالم المعمارية والسياحية للمدينة:
- «جزيرة شاميان» (يالصينية: 沙面岛= sha'mian'dao): كانت في السابق منطقة امتيازات تابعة للقوى الأورروبية. وفيها يقع مبنى القنصلية الأمريكية اليوم.
- «معبد أسرة مينغ»: شيد أثناء فترة حكم سلالة «أسرة مينغ» (1368-1644 م) ويحتضن اليوم مقر «معهد حركة الفلاحين».
- «معبد أشجار بانيان الستة»: شيد في 537 م، من أقدم المعابد البوذية في الصين.
- متحف كوانغ تشو: ويقع في إحدى أبراج الحراسة (من القرن الـ14 م) في متنزه «يوي هسيو».
- مسجد هواي شنغ: من أقدم المساجد في الصين، يقع في شارع "كوانغ تا". شيد في عهد أسرة تانغ" (618-907 م).
- مسجد ابي وقاص: (باللغة الصينية:先贤古墓)وهو مسجد قديم تقول الروايات الصينية انه يعود إلى عام 629م بناه صحابي اسمه أبو وقاص جاء من الجزيرة العربية. ويوجد مقبرة قرب المسجد يقال انها تحوى قبر هذا الرجل. وتقول الروايات الصينية ان ابي وقاص هو عم النبي محمد، الا ان هذا التاريخ لا يبدو صحيحا لعدم ورود أي روايات تاريخية تشير إلى وصول صحابة إلى الصين في عهد النبي. ولكن في كل الأحوال فإن هذا المسجد يعتبر من المعالم الإسلامية الأولى في الصين.
- نصب تذكاري للزعيم الوطني «صن يات سين».

## الثقافة
يتحدث أهل المدينة لهجة خاصة تعرف باسم «صينية يؤ» أو الكنتونية، وهي ذات لهجة هونغ كونغ، بجانب اللهجة «المندرينية» الرسمية.

## الجغرافيا
كانت مدينة غوانجو القديمة تقع بالقرب من جبل بايون على الضفة الشرقية لنهر اللؤلؤ (بن ين) على بعد نحو 80 ميل (129 كم) من تقاطعه مع بحر الصين الجنوبي ونحو 300 ميل (483 كم) تحت رأس الملاحة. كانت تهيمن على السهل الغريني الغني لدلتا نهر اللؤلؤ، مع اتصالها بالبحر المحمي عند مضيق هومين. تمتد المدينة الحالية على مساحة 7,434.4 كم2 (2,870.4 ميل مربع) على جانبي النهر من خط طول 112° 57′ إلى 114° 03′ شرقًا وخط عرض 22° 26′ إلى 23° 56′ شمالًا في جنوب وسط غوانغدونغ. يعد اللؤلؤ رابع أكبر نهر في الصين. توجد أنظمة بيئية مدية جزرية على مسطح المد والجزر الذي يبطن مصب النهر، ومع ذلك، استُصلحت العديد من مسطحات المد والجزر للزراعة. يُشار إلى جبل بايون محليًا باسم «رئة» المدينة.
يتزايد ارتفاع الإقليم بشكل عام من الجنوب الغربي إلى الشمال الشرقي، إذ تشكل الجبال العمود الفقري للمدينة ويشكل المحيط واجهة المدينة. تعد قمة تيانتانغ أعلى نقطة ارتفاع تصل إلى 1,210 م (3,970 قدم) فوق مستوى سطح البحر.

### الموارد الطبيعية
يوجد في غوانجو 47 نوعًا مختلفًا من المعادن و820 حقلًا من المعادن الخام، بما في ذلك 18 مخزن للنفط، كبيرة ومتوسطة الحجم. تشمل المعادن الرئيسية الجرانيت والحجر الجيري الإسمنتي والطين الخزفي والبوتاسيوم والألبيت ومنجم الملح والميرابيلايت والنيفيلين والسيانيت والفلوريت والرخام والمياه المعدنية والمياه المعدنية الجيوحرارية. نظرًا لأن غوانجو تقع في منطقة غنية بالمياه في جنوب الصين، فهي تتمتع بمساحة مائية واسعة بها العديد من الأنهار والأنظمة المائية، والتي تمثل 10% من إجمالي مساحة الأرض. تساهم الأنهار والجداول في جمالية المناظر الطبيعية وتحافظ على استقرار البيئة الإيكولوجية للمدينة.